# Campionato asiatico per club 2017 (femminile)
Il campionato asiatico per club 2017 si è svolto dal 25 al 31 maggio 2017 a Öskemen, in Kazakistan: al torneo hanno partecipato otto squadre di club asiatiche e oceaniane e la vittoria finale è andata per la prima volta al Supreme Chonburi.

## Regolamento

### Formula
Le squadre hanno disputato una prima fase a gironi con formula del girone all'italiana; al termine della prima fase:
- Tutte le squadre hanno acceduto alla fase finale per il primo posto, strutturata in quarti di finale, semifinali, finale per il terzo posto e finale.
- Le quattro eliminate ai quarti di finale della fase finale per il primo posto hanno acceduto alla fase finale per il quinto posto, strutturata in semifinali, finale per il settimo posto e finale per il quinto posto.

### Criteri di classifica
Se il risultato finale è stato di 3-0 o 3-1 sono stati assegnati 3 punti alla squadra vincente e 0 a quella sconfitta, se il risultato finale è stato di 3-2 sono stati assegnati 2 punti alla squadra vincente e 1 a quella sconfitta.
L'ordine del posizionamento in classifica è stato definito in base a:
- Numero di partite vinte;
- Punti;
- Ratio dei set vinti/persi;
- Ratio dei punti realizzati/subiti;
- Risultati degli scontri diretti.

## Squadre partecipanti
| Squadra           | Qualificazione                                |
| ----------------- | --------------------------------------------- |
| Tianjin           | Vincitrice Volleyball League A 2015-16        |
| PSL All-Stars     | Rappresentativa Philippine Super Liga         |
| Hisamitsu Springs | Vincitrice V.Premier League 2015-16           |
| Sarmayeh Bank     | Vincitrice Super League 2015-16               |
| Altay             | Squadra organizzatrice                        |
| Taiwan Power      | Vincitrice Enterprise Volleyball League 2016  |
| Supreme Chonburi  | Vincitrice Volleyball Thailand League 2016-17 |
| Vietinbank        | Vincitrice Volleyball Vietnam League 2016     |

## Torneo

### Fase a gironi
| Girone A      | Girone B          |
| ------------- | ----------------- |
| Altay         | Tianjin           |
| Sarmayeh Bank | PSL All-Stars     |
| Taiwan Power  | Hisamitsu Springs |
| Sarmayeh Bank | Vietinbank        |

#### Girone A

##### Risultati
| 25 maggio 2017 Palazzetto dello Sport Alexandrov, Öskemen Durata: 1h:59 - Spettatori: 650   | Supreme Chonburi | 3 - 1 | Sarmayeh Bank    | 25-22, 25-21, 22-25, 25-23        |
| 25 maggio 2017 Palazzetto dello Sport Alexandrov, Öskemen Durata: 2h:18 - Spettatori: 5 000 | Altay            | 3 - 2 | Taiwan Power     | 21-25, 25-22, 25-19, 17-25, 15-11 |
| 26 maggio 2017 Palazzetto dello Sport Alexandrov, Öskemen Durata: 2h:01 - Spettatori: 510   | Taiwan Power     | 1 - 3 | Sarmayeh Bank    | 25-18, 21-25, 22-25, 22-25        |
| 26 maggio 2017 Palazzetto dello Sport Alexandrov, Öskemen Durata: 2h:09 - Spettatori: 5 000 | Altay            | 2 - 3 | Supreme Chonburi | 21-25, 19-25, 25-17, 25-21, 9-15  |
| 27 maggio 2017 Palazzetto dello Sport Alexandrov, Öskemen Durata: 1h:44 - Spettatori: 400   | Supreme Chonburi | 3 - 1 | Taiwan Power     | 22-25, 25-17, 25-17, 25-19        |
| 27 maggio 2017 Palazzetto dello Sport Alexandrov, Öskemen Durata: 1h:25 - Spettatori: 5 000 | Sarmayeh Bank    | 0 - 3 | Altay            | 16-25, 18-25, 19-25               |

##### Classifica
| Pos | Squadra          | Pt | G | V | P | SV | SP | Ratio | PF  | PS  | Ratio |
| --- | ---------------- | -- | - | - | - | -- | -- | ----- | --- | --- | ----- |
| 1   | Supreme Chonburi | 8  | 3 | 3 | 0 | 9  | 4  | 2.250 | 297 | 268 | 1.108 |
| 2   | Altay            | 6  | 3 | 2 | 1 | 8  | 5  | 1.600 | 277 | 258 | 1.074 |
| 3   | Sarmayeh Bank    | 3  | 3 | 1 | 2 | 4  | 7  | 0.571 | 237 | 262 | 0.905 |
| 4   | Taiwan Power     | 1  | 3 | 0 | 3 | 4  | 9  | 0.444 | 270 | 293 | 0.922 |

#### Girone B

##### Risultati
| 25 maggio 2017 Palazzetto dello Sport Alexandrov, Öskemen Durata: 1h:14 - Spettatori: 499   | Hisamitsu Springs | 3 - 0 | PSL All-Stars     | 25-17, 25-10, 25-14        |
| 25 maggio 2017 Palazzetto dello Sport Alexandrov, Öskemen Durata: 1h:28 - Spettatori: 511   | Tianjin           | 3 - 0 | Vietinbank        | 25-15, 25-21, 25-16        |
| 26 maggio 2017 Palazzetto dello Sport Alexandrov, Öskemen Durata: 1h:44 - Spettatori: 650   | PSL All-Stars     | 1 - 3 | Vietinbank        | 21-25, 25-17, 20-25, 14-25 |
| 26 maggio 2017 Palazzetto dello Sport Alexandrov, Öskemen Durata: 1h:45 - Spettatori: 2 050 | Hisamitsu Springs | 3 - 1 | Tianjin           | 25-21, 25-22, 14-25, 25-18 |
| 27 maggio 2017 Palazzetto dello Sport Alexandrov, Öskemen Durata: 1h:03 - Spettatori: 500   | Tianjin           | 3 - 0 | PSL All-Stars     | 25-8, 25-10, 25-9          |
| 27 maggio 2017 Palazzetto dello Sport Alexandrov, Öskemen Durata: 1h:12 - Spettatori: 1 250 | Vietinbank        | 0 - 3 | Hisamitsu Springs | 17-25, 11-25, 19-25        |

##### Classifica
| Pos | Squadra           | Pt | G | V | P | SV | SP | Ratio | PF  | PS  | Ratio |
| --- | ----------------- | -- | - | - | - | -- | -- | ----- | --- | --- | ----- |
| 1   | Hisamitsu Springs | 9  | 3 | 3 | 0 | 9  | 1  | 9.000 | 239 | 174 | 1.374 |
| 2   | Tianjin           | 6  | 3 | 2 | 1 | 7  | 3  | 2.333 | 236 | 168 | 1.405 |
| 3   | Vietinbank        | 3  | 3 | 1 | 2 | 3  | 7  | 0.429 | 191 | 230 | 0.830 |
| 4   | PSL All-Stars     | 9  | 3 | 0 | 3 | 1  | 9  | 0.111 | 148 | 242 | 0.612 |

### Fase finale

#### Finale 1º e 3º posto
|  | Quarti            | Quarti            |                   |       | Semifinali         | Semifinali         |  |  | Finale 1º/2º posto | Finale 1º/2º posto |
|  |                   |                   |                   |       |                    |                    |  |  |                    |                    |
|  |                   |                   |                   |       |                    |                    |  |  |                    |                    |
|  |                   |                   |                   |       |                    |                    |  |  |                    |                    |
|  | Supreme Chonburi  | 3                 |                   |       |                    |                    |  |  |                    |                    |
|  | Supreme Chonburi  | 3                 |                   |       |                    |                    |  |  |                    |                    |
|  | PSL All-Stars     | 1                 |                   |       |                    |                    |  |  |                    |                    |
|  | PSL All-Stars     | 1                 | Supreme Chonburi  | 3     |                    |                    |  |  |                    |                    |
|  |                   |                   | Supreme Chonburi  | 3     |                    |                    |  |  |                    |                    |
|  |                   | Tianjin           | 1                 |       |                    |                    |  |  |                    |                    |
|  | Tianjin           | Tianjin           | 1                 | 3     |                    |                    |  |  |                    |                    |
|  | Tianjin           |                   |                   | 3     |                    |                    |  |  |                    |                    |
|  | Sarmayeh Bank     | 0                 |                   |       |                    |                    |  |  |                    |                    |
|  | Sarmayeh Bank     | 0                 | Supreme Chonburi  | 3     |                    |                    |  |  |                    |                    |
|  |                   |                   | Supreme Chonburi  | 3     |                    |                    |  |  |                    |                    |
|  |                   | Hisamitsu Springs | 1                 |       |                    |                    |  |  |                    |                    |
|  | Hisamitsu Springs | Hisamitsu Springs | 1                 | 3     |                    |                    |  |  |                    |                    |
|  | Hisamitsu Springs |                   |                   | 3     |                    |                    |  |  |                    |                    |
|  | Taiwan Power      | 1                 |                   |       |                    |                    |  |  |                    |                    |
|  | Taiwan Power      | 1                 | Hisamitsu Springs | 3     | Finale 3º/4º posto | Finale 3º/4º posto |  |  |                    |                    |
|  |                   |                   | Hisamitsu Springs | 3     | Finale 3º/4º posto | Finale 3º/4º posto |  |  |                    |                    |
|  |                   | Altay             | 2                 |       |                    |                    |  |  |                    |                    |
|  | Altay             | Altay             | 2                 | 3     | Tianjin            | 3                  |  |  |                    |                    |
|  | Altay             |                   |                   | 3     | Tianjin            | 3                  |  |  |                    |                    |
|  | Vietinbank        | 0                 |                   | Altay | 1                  |                    |  |  |                    |                    |
|  | Vietinbank        | 0                 |                   |       | 1                  |                    |  |  |                    |                    |
|  |                   |                   |                   |       |                    |                    |  |  |                    |                    |
|  |                   |                   |                   |       |                    |                    |  |  |                    |                    |

##### Quarti di finale
| 29 maggio 2017 Palazzetto dello Sport Alexandrov, Öskemen Durata: 1h:57 - Spettatori: 450   | Supreme Chonburi  | 3 - 1 | PSL All-Stars | 25-20, 25-12, 18-25, 27-25 |
| 29 maggio 2017 Palazzetto dello Sport Alexandrov, Öskemen Durata: 1h:47 - Spettatori: 650   | Hisamitsu Springs | 3 - 1 | Taiwan Power  | 25-20, 15-25, 25-12, 25-19 |
| 29 maggio 2017 Palazzetto dello Sport Alexandrov, Öskemen Durata: 1h:16 - Spettatori: 5 000 | Altay             | 3 - 0 | Vietinbank    | 25-23, 25-18, 25-14        |
| 29 maggio 2017 Palazzetto dello Sport Alexandrov, Öskemen Durata: 1h:11 - Spettatori: 1 850 | Tianjin           | 3 - 0 | Sarmayeh Bank | 25-11, 25-20, 25-11        |

##### Semifinali
| 30 maggio 2017 Palazzetto dello Sport Alexandrov, Öskemen Durata: 1h:59 - Spettatori: 3 200 | Supreme Chonburi  | 3 - 1 | Tianjin | 25-22, 25-23, 24-26, 25-23        |
| 30 maggio 2017 Palazzetto dello Sport Alexandrov, Öskemen Durata: 2h:07 - Spettatori: 5 500 | Hisamitsu Springs | 3 - 2 | Altay   | 18-25, 25-17, 25-21, 22-25, 16-14 |

##### Finale 3º posto
| 31 maggio 2017 Palazzetto dello Sport Alexandrov, Öskemen Durata: 1h:51 - Spettatori: 4 000 | Tianjin | 3 - 1 | Altay | 20-25, 25-22, 25-22, 25-20 |

##### Finale
| 31 maggio 2017 Palazzetto dello Sport Alexandrov, Öskemen Durata: 1h:45 - Spettatori: 3 000 | Supreme Chonburi | 3 - 1 | Hisamitsu Springs | 25-15, 25-23, 23-25, 25-13 |

#### Finale 5º e 7º posto
|  | Semifinali    | Semifinali    | Semifinali    |               |              | Finale 5º/6º posto | Finale 5º/6º posto | Finale 5º/6º posto |  |
|  |               |               |               |               |              |                    |                    |                    |  |
|  | Taiwan Power  | Taiwan Power  | 3             |               |              |                    |                    |                    |  |
|  | Taiwan Power  | Taiwan Power  | 3             |               |              |                    |                    |                    |  |
|  | Vietinbank    | Vietinbank    | 0             |               |              |                    |                    |                    |  |
|  | Vietinbank    | Vietinbank    | 0             |               | Taiwan Power | Taiwan Power       | 3                  |                    |  |
|  |               |               |               |               | Taiwan Power | Taiwan Power       | 3                  |                    |  |
|  |               |               | Sarmayeh Bank | Sarmayeh Bank | 1            |                    |                    |                    |  |
|  | PSL All-Stars | PSL All-Stars | Sarmayeh Bank | Sarmayeh Bank | 1            | 0                  |                    |                    |  |
|  | PSL All-Stars | PSL All-Stars |               |               |              | 0                  |                    |                    |  |
|  | Sarmayeh Bank | Sarmayeh Bank | 3             |               |              | Finale 7º/8º posto | Finale 7º/8º posto | Finale 7º/8º posto |  |
|  | Sarmayeh Bank | Sarmayeh Bank | 3             |               |              |                    |                    |                    |  |
|  |               |               |               |               |              |                    |                    |                    |  |
|  |               |               |               |               |              | Vietinbank         | Vietinbank         | 3                  |  |
|  |               |               |               |               |              | Vietinbank         | Vietinbank         | 3                  |  |
|  |               |               |               |               |              | PSL All-Stars      | PSL All-Stars      | 0                  |  |

##### Semifinali
| 30 maggio 2017 Palazzetto dello Sport Alexandrov, Öskemen Durata: 1h:15 - Spettatori: 400 | Taiwan Power  | 3 - 0 | Vietinbank    | 25-19, 25-19, 25-17 |
| 30 maggio 2017 Palazzetto dello Sport Alexandrov, Öskemen Durata: 1h:38 - Spettatori: 650 | PSL All-Stars | 0 - 3 | Sarmayeh Bank | 23-25, 17-25, 27-29 |

##### Finale 7º posto
| 31 maggio 2017 Palazzetto dello Sport Alexandrov, Öskemen Durata: 1h:16 - Spettatori: 250 | Vietinbank | 3 - 0 | PSL All-Stars | 25-13, 25-18, 25-15 |

##### Finale 5º posto
| 31 maggio 2017 Palazzetto dello Sport Alexandrov, Öskemen Durata: 1h:50 - Spettatori: 650 | Taiwan Power | 3 - 1 | Sarmayeh Bank | 25-20, 18-25, 25-20, 25-12 |

## Classifica finale
| Pos | Squadre           | Qualificazione                    |
| --- | ----------------- | --------------------------------- |
|     | Supreme Chonburi  | Campionato mondiale per club 2018 |
|     | Hisamitsu Springs |                                   |
|     | Tianjin           |                                   |
| 4   | Altay             |                                   |
| 5   | Taiwan Power      |                                   |
| 6   | Sarmayeh Bank     |                                   |
| 7   | Vietinbank        |                                   |
| 8   | PSL All-Stars     |                                   |

## Premi individuali
| Premio                 | Nome               | Squadra           |
| ---------------------- | ------------------ | ----------------- |
| MVP                    | Fatou Diouck       | Supreme Chonburi  |
| Miglior palleggiatrice | Yao Di             | Tianjin           |
| Miglior opposto        | Akane Ukishima     | Hisamitsu Springs |
| Miglior schiacciatrice | Chatchu-on Moksri  | Supreme Chonburi  |
| Miglior schiacciatrice | Inna Matveyeva     | Altay             |
| Miglior centrale       | Pleumjit Thinkaow  | Supreme Chonburi  |
| Miglior centrale       | Kristina Anikonova | Altay             |
| Miglior libero         | Mana Toe           | Hisamitsu Springs |
| Popular player         | Sana Anarkulova    | Altay             |